# Yukiko Inoue
Pour les articles homonymes, voir Inoue.
Yukiko Inoue (井上雪子, Inoue Yukiko), née le 5 juin 1915 à Kobe au Japon et morte le 19 novembre 2012, est une actrice japonaise.

## Biographie
Yukiko Inoue est principalement apparue au cinéma dans les années 1930.

## Filmographie
- 1931 : Moyuru hanabira (燃ゆる花びら?) de Hōtei Nomura

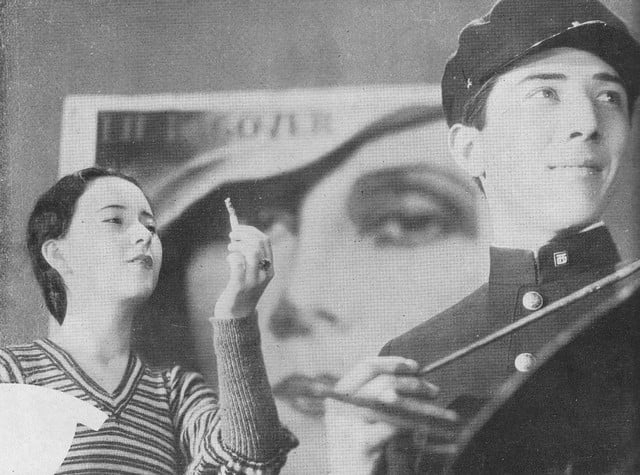
Yukiko Inoue et Ryōichi Takeuchi dans Les Saules du quartier de Ginza (1932).

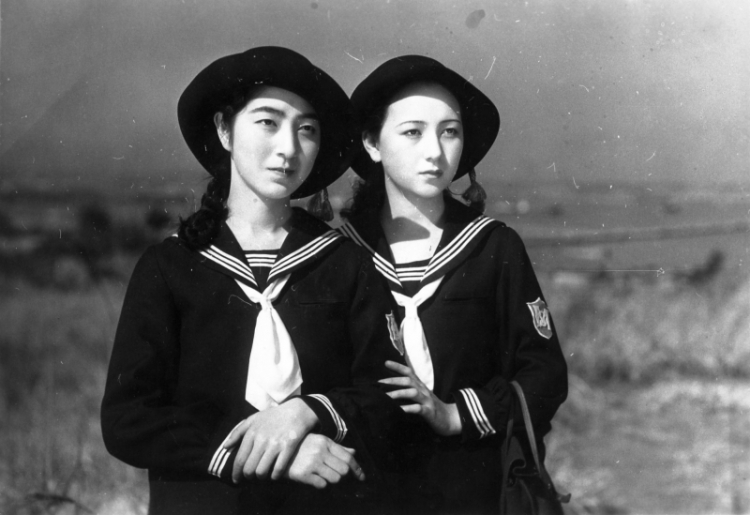
Michiko Oikawa et Yukiko Inoue dans Jeunes filles japonaises sur le port (1933).

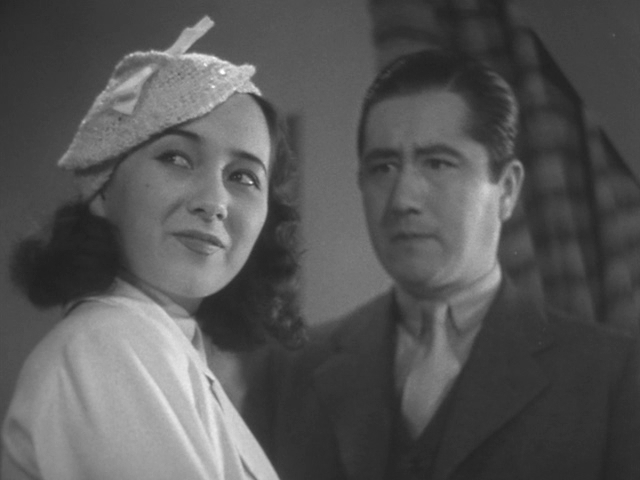
Yukiko Inoue et Sōzō Okada dans La Rue sans fin (1934).

- 1931 : La Dame et le Barbu (淑女と髯, Shukujo to hige?) de Yasujirō Ozu : une amie d'Ikuko
- 1931 : Les Malheurs de la beauté (美人と哀愁, Bijin to aishū?) de Yasujirō Ozu : Yoshie[4]
- 1931 : Mon amie et mon épouse (マダムと女房, Madamu to nyōbō?) de Heinosuke Gosho : la fille chez les voisins
- 1931 : Nan ga kanojo o hadaka ni shita ka (何が彼女を裸にしたか?) de Torajirō Saitō
- 1931 : Illustration de la jeunesse (青春図会, Seishunzue?) de Hiroshi Shimizu
- 1931 : Reijō to yotamono (令嬢と与太者?) de Hiromasa Nomura
- 1932 : Le printemps vient des femmes (春は御婦人から, Haru wa gofujin kara?) de Yasujirō Ozu : Miyoko
- 1932 : Sanjūni nengata ren'ai bushidō (三十二年型恋愛武士道?) de Keisuke Sasaki
- 1932 : La Marche de Mandchourie (満州行進曲, Manshū kōshinkyoku?) de Hiroshi Shimizu et Yasushi Sasaki
- 1932 : Les Saules du quartier de Ginza (銀座の柳, Ginza no yanagi?) de Heinosuke Gosho
- 1932 : Les nuits blanches sont lumineuses (白夜は明くる, Byakuya wa akuru?) de Hiroshi Shimizu
- 1932 : Josei no kirifuda (女性の切札?) de Hōtei Nomura
- 1933 : Nanban nadeshiko (南蛮なでしこ?) de Kintarō Inoue
- 1933 : Jeunes filles japonaises sur le port (港の日本娘, Minato no Nihon musume?) de Hiroshi Shimizu : Dora
- 1933 : Yotamono to kaisuiyoku (与太者と海水浴?) de Hiromasa Nomura
- 1933 : La Fille et le Clairon (ラッパと娘, Rappa to musume?) de Yasujirō Shimazu
- 1934 : Genkan-ban to ojōsan (玄関番とお嬢さん?) de Hiromasa Nomura
- 1934 : Une mère orientale (東洋の母, Tōyō no haha?) de Hiroshi Shimizu
- 1934 : Le Jeune Universitaire II (大学の若旦那・武勇伝, Daigaku no wakadanna: Buyūden?) de Hiroshi Shimizu
- 1934 : La Rue sans fin (限りなき舗道, Kagiri naki hodō?) de Mikio Naruse : Yoshiko Hisayama
- 1936 : Aller et retour entre Tokyo et Osaka (東京－大阪特ダネ往来, Tōkyō-Ōsaka tokudane ōrai?) de Shirō Toyoda
- 2004 : Canary (カナリア, Kanaria?) d'Akihiko Shiota